# Bulharsko na Letních olympijských hrách 1968
Bulharsko na Letních olympijských hrách 1968 v Ciudad de México reprezentovalo 112 sportovců, z toho 102 mužů a 10 žen. Nejmladší účastníkem byla Mariya Nikolova (17 let, 193 dny), nejstarším účastníkem pak Atanas Tasev (47 let, 151 dní). Reprezentanti vybojovali 9 medailí, z toho 2 zlaté, 4 stříbrné a 3 bronzové.

## Medailisté
| Medaile | Jméno | Sport  | Disciplína                           |
| ------- | --- | ------ | ------------------------------------ |
| Zlato   | Petar Kirov | Zápas  | Muži řecko-římský v muší váze        |
| Zlato   | Bojan Radev | Zápas  | Muži řecko-římský v lehké těžké váze |
| Stříbro | Eňu Valčev | Zápas  | Muži volný styl v lehké váze         |
| Stříbro | Eňu Todorov | Zápas  | Muži volný styl v pérové váze        |
| Stříbro | Osman Duraliev | Zápas  | Muži volný styl v těžké váze         |
| Stříbro | Stojan Jordanov Atanas Gerov Georgi Christakiev Milko Gajdarski Kiril Ivkov Ivajlo Geogiev Cvetan Dimitrov Evgeni Janovski Petar Žekov Atanas Michajlov Asparuch Nikodimov Kiril Christov Georgi Ivanov Todor Nikolov Jančo Dimitrov Ivan Zafirov Michail Gjunin Georgi Vasilev | Fotbal | družstvo mužů                        |
| Bronz   | Georgi Stankov | Box    | muži váha polotěžká                  |
| Bronz   | Ivan Michajlov | Box    | muži váha pérová                     |
| Bronz   | Prodan Gardžev | Zápas  | Muži volný styl ve střední váze      |